# 2025–2026-os Champions Hockey League-szezon
A 2025–2026-os Champions Hockey League-szezon az európai Champions Hockey League jégkorongbajnokság tizenegyedik szezonja lesz. A bajnokságba 24 csapat kvalifikálta magát, amik 101 mérkőzéses fordulós szezonban fognak játszani. A bajnokság 2024. szeptember 5-én fog kezdődni, a döntőt várhatóan 2025. február 18-án tartják. A címvédő a svájci ZSC Lions. 

## Lebonyolítás
| Szakasz    | Fordulók     | Sorsolás        | Első szakasz           | Második szakasz        |
| ---------- | ------------ | --------------- | ---------------------- | ---------------------- |
| Csoportkör | 1. forduló   | 2025. május 21. | 2025. augusztus 28-29. | 2025. augusztus 28-29. |
| Csoportkör | 2. forduló   | 2025. május 21. | 2024. augusztus 30-31. | 2024. augusztus 30-31. |
| Csoportkör | 3. forduló   | 2025. május 21. | 2024. szeptember 4-5.  | 2024. szeptember 4-5.  |
| Csoportkör | 4. forduló   | 2025. május 21. | 2024. szeptember 6-7.  | 2024. szeptember 6-7.  |
| Csoportkör | 5. forduló   | 2025. május 21. | 2024. október 7-8.     | 2024. október 7-8.     |
| Csoportkör | 6. forduló   | 2025. május 21. | 2024. október 14-15.   | 2024. október 14-15.   |
| Rájátszás  | Nyolcaddöntő | Nincs           | 2024. november 11-12.  | 2024. november 18-19.  |
| Rájátszás  | Negyeddöntő  | Nincs           | 2024. december 2-3.    | 2024. december 16.     |
| Rájátszás  | Elődöntő     | Nincs           | 2025. január 13-14.    | 2025. január 20-21.    |
| Rájátszás  | Döntő        | Nincs           | 2025. március 3.       | 2025. március 3.       |

## Résztvevők
| A kalap         | B kalap              | C kalap                        | D kalap           |
| --------------- | -------------------- | ------------------------------ | ----------------- |
| ZSC Lions       | EC Red Bull Salzburg | EC Klagenfurt                  | HC Bolzano        |
| Luleå HF        | Brynäs IF            | Frölunda HC                    | Belfast Giants    |
| Lausanne HC     | SC Bern              | EV Zug                         | Storhamar         |
| Eisbären Berlin | ERC Ingolstadt       | Fischtown Pinguins Bremerhaven | Brûleurs de Loups |
| HC Kometa Brno  | HC Sparta Praha      | Mountfield HK                  | Odense Bulldogs   |
| KalPa           | Lukko                | Ilves                          | GKS Tychy         |